# Loppa (ø)
Loppa (nordsamisk: Láhppi) er en ø i Loppa kommune i Troms og Finnmark. Øen ligger i vestlige  del af kommunen, ved Lopphavet, vest for øen Silda.
Øen Loppa var tidligere kommunens centrum, og et vigtig fiskerleje. På den sydlige del af øen ligger Loppa kirke fra 1953. I dag er der kun 1-2 fastboende tilbage på øen.
På øen findes et havfuglereservat, som blev oprettet i 1983.